# Boston Dynamics
Boston Dynamics, Inc. là một công ty thiết kế kỹ thuật và robot của Mỹ, được thành lập năm 1992 với tư cách là một công ty con của Viện Công nghệ Massachusetts. Có trụ sở chính tại Waltham, Massachusetts, Boston Dynamics thuộc sở hữu của Hyundai Motor Group từ tháng 12 năm 2020, nhưng việc mua lại chỉ hoàn tất vào tháng 6 năm 2021.
Boston Dynamics phát triển một loạt robot năng động, có tính di động cao, bao gồm BigDog, Spot, Atlas và Handle. Năm 2019, Spot trở thành robot thương mại đầu tiên của công ty. Công ty đã tuyên bố ý định thương mại hóa các robot khác, bao gồm cả Handle.

## Lịch sử
Công ty được thành lập bởi Marc Raibert, người đã tách công ty ra khỏi Viện Công nghệ Massachusetts vào năm 1992. Công ty là sự phát triển của Phòng thí nghiệm Chân, phòng thí nghiệm nghiên cứu của Raibert tại MIT và Đại học Carnegie Mellon. Phòng thí nghiệm Chân đã giúp thiết lập cơ sở khoa học cho các rô-bốt có tính năng động cao. Những robot này được lấy cảm hứng từ khả năng đáng chú ý của động vật trong việc di chuyển nhanh nhẹn, khéo léo, nhận thức và trí thông minh, và công việc ở đó đã tạo tiền đề cho các robot được phát triển tại Boston Dynamics. Nancy Cornelius  là đồng sáng lập của Boston Dynamics, gia nhập công ty với tư cách là nhân viên đầu tiên. Trong thời gian làm việc tại đây, bà đảm nhiệm vai trò cán bộ, phụ trách kỹ thuật cho nhiều hợp đồng, giữ chức Giám đốc Tài chính (CFO) trong 10 năm, và sau đó là Phó Chủ tịch phụ trách kỹ thuật cho một số hợp đồng. Bà nghỉ hưu sau 21 năm cống hiến vào năm 2013, khi công ty được Google mua lại. Robert Playter cũng là người đồng sáng lập công ty, gia nhập công ty vài tháng sau đó, ngay sau khi hoàn thành luận án Tiến sĩ tại MIT, làm việc cùng Raibert tại Phòng thí nghiệm Chân. Playter từng là COO của công ty trong nhiều năm và giữ chức vụ CEO từ năm 2019.
Vào giai đoạn đầu của lịch sử, công ty đã hợp tác với American Systems Corporation theo hợp đồng từ Naval Air Warfare Center Training Systems Division (NAWCTSD) để thay thế các video huấn luyện hải quân cho các hoạt động phóng máy bay bằng các mô phỏng máy tính 3D tương tác với các nhân vật được tạo bằng DI-Guy, một phần mềm mô phỏng con người thực tế.  Cuối cùng, công ty bắt đầu sản xuất robot vật lý—ví dụ, BigDog là một robot bốn chân được thiết kế cho quân đội Mỹ với nguồn tài trợ từ Defense Advanced Research Projects Agency (DARPA).
Ngày 13 tháng 12 năm 2013, công ty đã được Google X (sau này là X, một công ty con của Alphabet Inc.) mua lại với mức giá không được tiết lộ, công ty được Andy Rubin quản lý cho đến khi ông rời Google vào năm 2014. INgay trước khi mua lại, Boston Dynamics đã chuyển nhượng dòng sản phẩm phần mềm DI-Guy của họ cho VT MÄK, một nhà cung cấp phần mềm mô phỏng có trụ sở tại Cambridge, Massachusetts.
Ngày 8 tháng 6 năm 2017, Alphabet Inc. thông báo việc bán công ty cho SoftBank Group của Nhật Bản với số tiền không được tiết lộ. Vào ngày 2 tháng 4 năm 2019, Boston Dynamics đã mua lại công ty khởi nghiệp Kinema Systems ở Thung lũng Silicon.
Vào tháng 11 năm 2020, công ty đã ký một thỏa thuận với Trimble Inc. để tiếp tục phát triển sản phẩm chó Spot.
Vào tháng 12 năm 2020, Hyundai Motor Group đã mua lại 80% cổ phần của công ty từ SoftBank với giá khoảng 880 triệu đô la. SoftBank Group nắm giữ khoảng 20% thông qua một công ty liên kết. Vào tháng 6 năm 2021, có thông báo rằng Hyundai chính thức nắm giữ cổ phần kiểm soát của công ty từ SoftBank.
Vào tháng 10 năm 2022, công ty đã ký một cam kết tuyên bố sẽ không hỗ trợ bất kỳ hoạt động vũ khí hóa nào đối với các sáng tạo robot của mình. Boston Dynamics đã đề nghị các công ty robot khác tham gia cam kết này, với năm công ty khác cũng ký kết.

## Sản phẩm

### BigDog

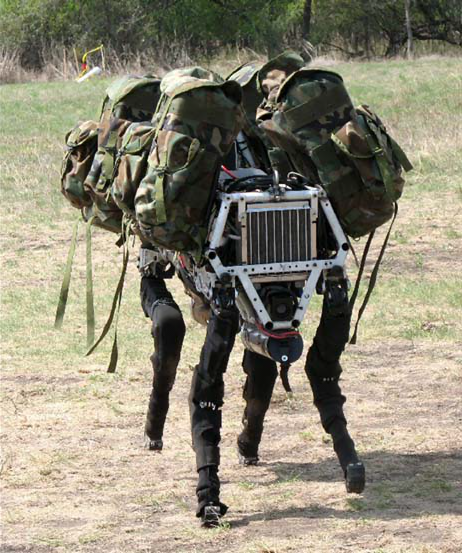
BigDog

BigDog  là một robot bốn chân được Boston Dynamics tạo ra vào năm 2005, phối hợp với  Foster-Miller, Jet Propulsion Laboratory, và Harvard University Concord Field Station. Nó được DARPA tài trợ với hy vọng rằng nó có thể hoạt động như một con la thồ robot để đi cùng binh lính trên địa hình quá gồ ghề đối với xe cộ, nhưng dự án đã bị gác lại sau khi BigDog được coi là quá ồn ào để sử dụng trong chiến đấu. Thay vì bánh xe, BigDog sử dụng bốn chân để di chuyển, cho phép nó di chuyển trên các bề mặt có thể đánh bại bánh xe. Được gọi là "robot có chân tham vọng nhất thế giới", nó được thiết kế để mang 340 pound (150 kg) cùng với một người lính ở tốc độ 4 dặm Anh trên giờ (6,4 km/h; 1,8 m/s), vượt qua địa hình gồ ghề với độ dốc lên tới 35 độ.

### Cheetah
Cheetah  là một robot bốn chân có thể phi nước đại với tốc độ 28 dặm Anh trên giờ (45 km/h; 13 m/s), tính đến tháng 8 năm 2012 là kỷ lục tốc độ trên cạn đối với robot có chân.
Một robot tương tự nhưng được phát triển độc lập, còn được gọi là Cheetah, do Biomimetic Robotics Lab của MIT chế tạo, và đến năm 2014, nó có thể nhảy qua chướng ngại vật khi đang chạy. Đến năm 2018, robot này đã có thể leo cầu thang.

### LittleDog
Ra mắt vào khoảng năm 2010, LittleDog là một robot bốn chân nhỏ được Boston Dynamics phát triển cho DARPA by Boston Dynamics để nghiên cứu. Không giống như BigDog, do Boston Dynamics điều hành, LittleDog được dự định làm nền tảng thử nghiệm cho các tổ chức khác. Boston Dynamics duy trì robot cho DARPA như một nền tảng tiêu chuẩn.
có bốn chân, mỗi chân được cung cấp năng lượng bởi ba động cơ điện. Các chân có phạm vi chuyển động lớn. Robot đủ mạnh để leo trèo và di chuyển linh hoạt. Máy tính tích hợp trên bo mạch thực hiện cảm biến, điều khiển bộ truyền động và giao tiếp. Các cảm biến của LittleDog đo góc khớp, dòng điện động cơ, hướng cơ thể và tiếp xúc chân/mặt đất. Các chương trình điều khiển truy cập robot thông qua API Robot của Boston Dynamics. Pin lithium polymer tích hợp cho phép hoạt động liên tục trong 30 phút mà không cần sạc lại. Giao tiếp không dây và ghi dữ liệu hỗ trợ vận hành từ xa và phân tích dữ liệu. Việc phát triển LittleDog được tài trợ bởi DARPA Information Processing Technology Office.

### PETMAN
PETMAN (Protection Ensemble Test Mannequin) là một thiết bị hai chân được chế tạo để thử nghiệm bộ đồ bảo hộ hóa học. Đây là robot hình người đầu tiên có khả năng di chuyển linh hoạt như con người.

### LS3

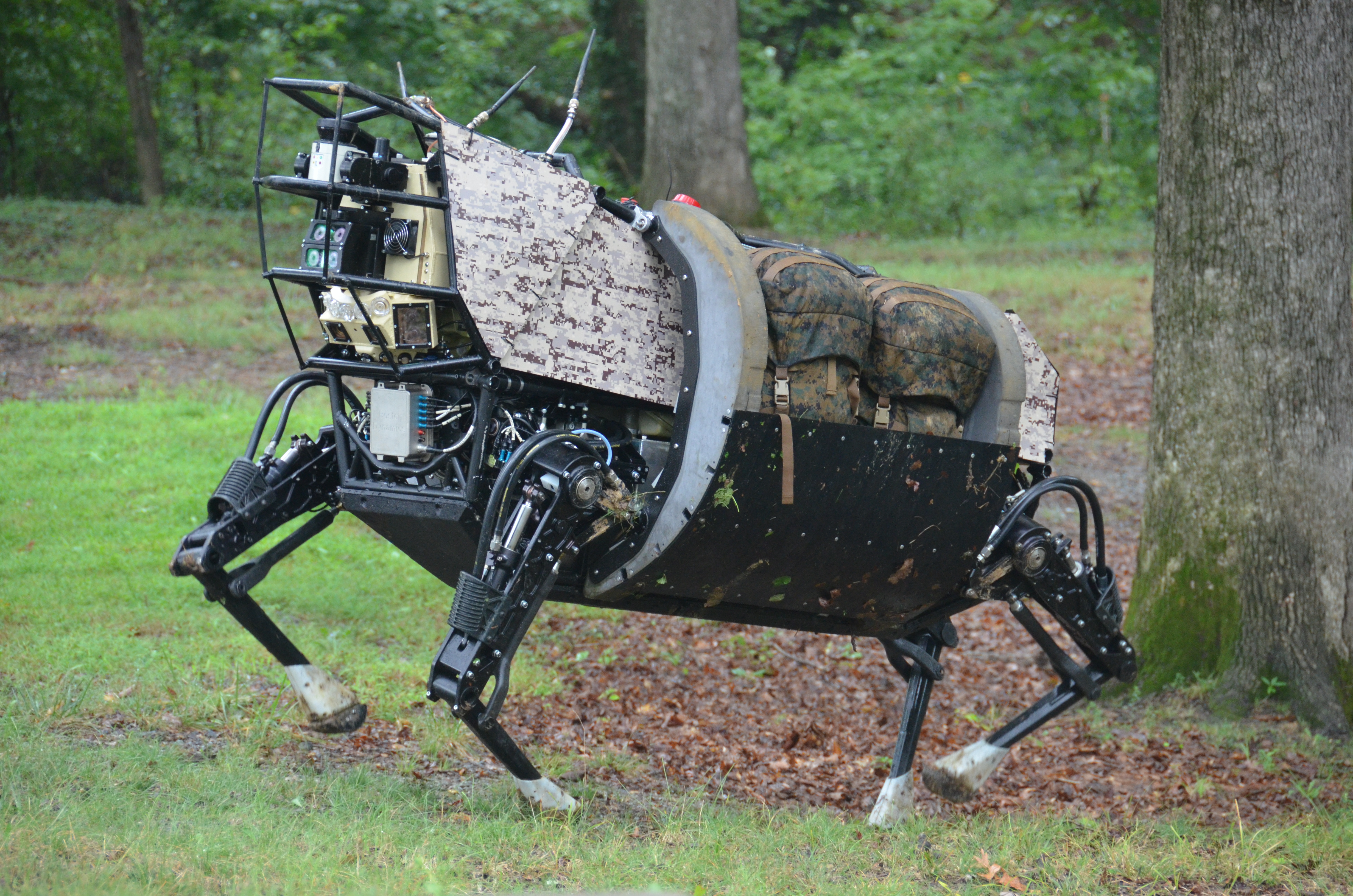
Nguyên mẫu LS3 2012

Legged Squad Support System (LS3), also known as AlphaDog, is a militarized version of BigDog. It is ruggedized for military use, with the ability to operate in hot, cold, wet, and dirty environments.
According to Lt. Col. Joe Hitt and the US Marine Corps's program manager, "The vision for LS3 is to combine the capabilities of a pack mule with the intelligence of a trained animal". LS3 is capable of reacting to visual or oral commands and uses an on-board GPS system, along with computer vision (LIDAR and IR), to guide itself through terrain. Due to its ability to track oral commands, soldiers within the field found it difficult to hold a conversation with this bot in a vicinity because it would unknowingly follow commands not given to itself. Unlike its living counterparts, LS3 can march for 20 miles (32 km) before running out of fuel. The robot also doesn't suffer from the shortcomings of bleeding and falling over, a problem with many pack mules.

### Atlas
Robot hình người linh hoạt "Atlas" là một robot hình người hai chân cao 5-foot (152.4 cm) dựa trên robot hình người PETMAN trước đó của Boston Dynamics, và được thiết kế cho nhiều nhiệm vụ tìm kiếm và cứu hộ.
Vào tháng 2 năm 2016, Boston Dynamics đã đăng một video trên YouTube có tựa đề "Atlas, The Next Generation" cho thấy một robot hình người mới cao khoảng 5 feet tall (152.4 cm). Trong video, robot được thể hiện đang thực hiện một số nhiệm vụ mà thế hệ robot hình người trước đây khó hoặc không thể thực hiện được.
Một video được đăng trên kênh YouTube của Boston Dynamics vào ngày 11 tháng 10 năm 2018, có tựa đề  "Parkour Atlas", cho thấy robot dễ dàng chạy lên các bậc thang cao 2 feet (60 cm) lên một bục. Trong một video trên YouTube vào tháng 9 năm 2019, Atlas được thể hiện đang thực hiện "More Parkour".
Tháng 4 năm 2024, công ty thông báo rằng họ đã ngừng sản xuất Atlas thủy lực để chuyển sang phiên bản Atlas hoàn toàn bằng điện mới.

### Spot

Trong một video quảng cáo lan truyền năm 2018, phần sau của vỏ Spot rơi ra khi nó cố gắng bù trừ để khắc phục hiện tượng nhiễu.

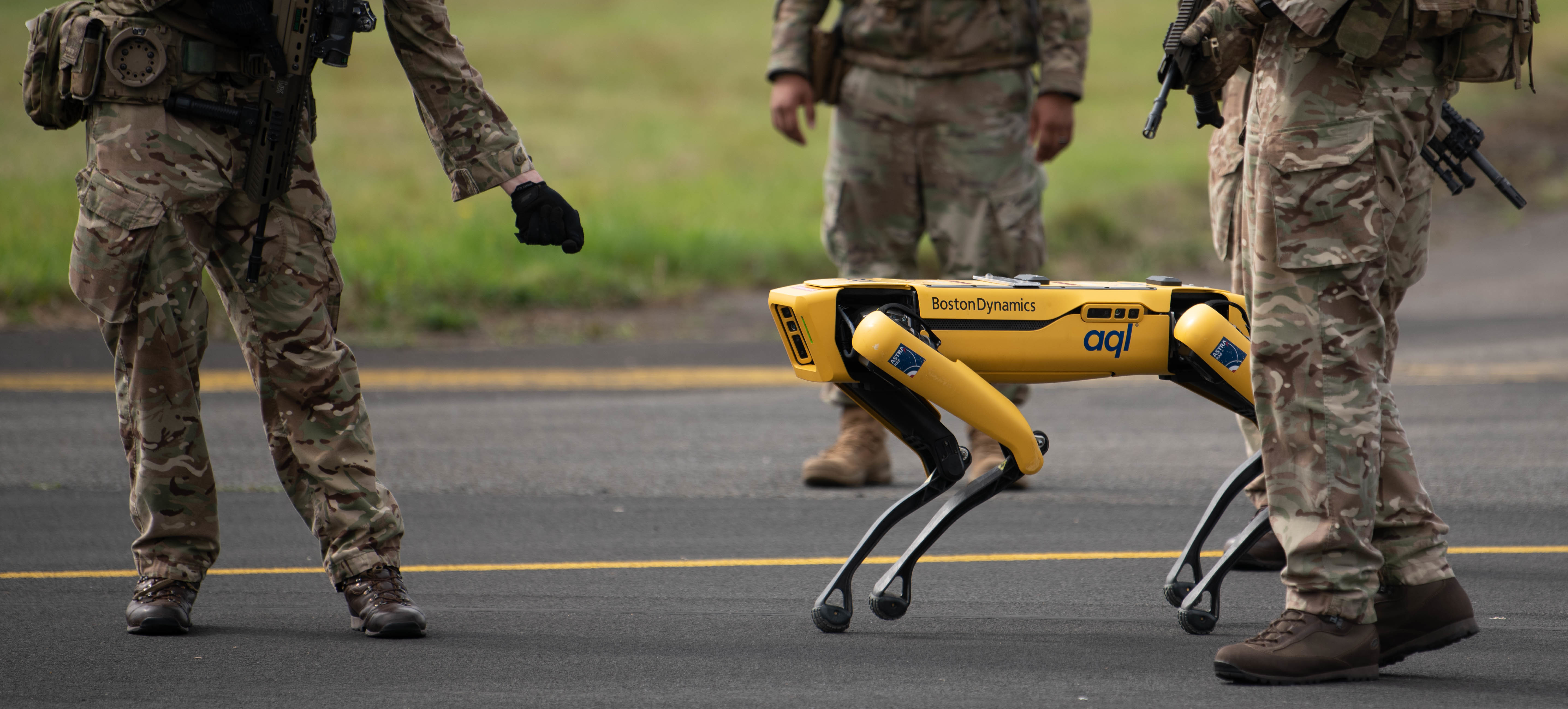
Spot đang được thử nghiệm cùng với các thành viên của Không quân Hoàng gia Anh

Ngày 23 tháng 6 năm 2016, Boston Dynamics đã ra mắt robot Spot bốn chân lấy cảm hứng từ loài chó, nặng 25 kg (55 pound), nhẹ hơn so với các sản phẩm khác của họ.
Tháng 11 năm 2017, một video quảng cáo về Spot sử dụng móng vuốt phía trước để mở cửa cho một robot khác đã đạt #1 trên YouTube, với hơn 2 triệu lượt xem. Một video sau đó trong cùng tháng cho thấy Spot vẫn kiên trì cố gắng mở cửa bất chấp sự can thiệp của con người. Người xem nhận thấy robot này "rùng rợn" và "gợi nhớ đến đủ loại robot khoa học viễn tưởng không chịu từ bỏ nhiệm vụ tìm kiếm và tiêu diệt".
ngày 11 tháng 5 năm 2018, Giám đốc điều hành của Boston Dynamics, Marc Raibert, đã thông báo tại TechCrunch Robotics Session 2018 rằng Spot đang trong giai đoạn tiền sản xuất và chuẩn bị đưa vào sử dụng thương mại vào năm 2019. Trên trang web của mình, Boston Dynamics đã nhấn mạnh rằng Spot là "robot yên tĩnh nhất mà [họ] từng chế tạo". Công ty cho biết họ đã có kế hoạch với các nhà sản xuất theo hợp đồng để chế tạo 100 chiếc Spot đầu tiên vào cuối năm đó  cho mục đích thương mại, với việc họ bắt đầu mở rộng quy mô sản xuất với mục tiêu bán Spot vào năm 2019. Tuy nhiên, vào tháng 9 năm 2019, các nhà báo đã được thông báo rằng các robot sẽ không được bán mà sẽ được cho các đối tác kinh doanh được chọn thuê. Vào tháng 11 năm 2019, Cảnh sát Tiểu bang Massachusetts đã trở thành cơ quan thực thi pháp luật đầu tiên sử dụng Spot làm cảnh sát robot, cũng như trong đội xử lý bom của đơn vị.
Từ tháng 1 năm 2020, bộ công cụ phát triển phần mềm của Spot đã có sẵn trên GitHub. Nó cho phép các lập trình viên phát triển các ứng dụng tùy chỉnh để Spot thực hiện nhiều hành động khác nhau có thể được sử dụng trong nhiều ngành công nghiệp khác nhau. Vào ngày 16 tháng 6 năm 2020, Boston Dynamics đã cung cấp Spot cho công chúng với giá 74,500 đô la Mỹ (84.242 đô la Mỹ vào năm 2022).
Vào tháng 6 năm 2020, SpaceX đã sử dụng một Spot duy nhất mang tên 'Zeus' tại Khu thử nghiệm tàu vũ trụ Boca Chica để giúp chứa nitơ lỏng được làm lạnh dưới mức quy định và kiểm tra các địa điểm 'có khả năng nguy hiểm' tại và xung quanh bệ phóng.
Vào tháng 7 năm 2020, một đội robot Spot đã biểu diễn như những cổ động viên trên khán đài tại một trận bóng chày giữa đội Fukuoka SoftBank Hawks và  Rakuten Eagles, với sự hỗ trợ của một đội Pepper Robots của Softbank.
Tháng 11 năm 2020, một robot Spot đã thực hiện các nhiệm vụ kiểm tra trên tàu lưu trữ và dỡ hàng nổi Skarv.
Vào tháng 4 năm 2021, Michael Reeves đã thực hiện một video trên YouTube, trong đó anh gắn một bình bia áp suất và vòi phun vào một robot Spot để phát hiện các cốc nhựa màu đỏ và rót bia vào đó.
Vào tháng 3 năm 2022, họa sĩ Agnieszka Pilat đã bán một bức tranh do Spot vẽ với giá 40.000 đô la tại nhà của Brian Boitano để gây quỹ cho người tị nạn Ukraine. Bức tranh có tựa đề "Bình minh tháng Ba" được tạo ra bằng cách phủ sơn lên chân Spot và cho robot quay vòng tròn.
Vào tháng 2 năm 2024, các tài xế trên đường cao tốc M5 ở Anh đã được cảnh báo rằng họ không nên hoảng sợ nếu nhìn thấy một Spot hoạt động dọc đường. Cục Quản lý Đường cao tốc Quốc gia đã thử nghiệm một chiếc "như một giải pháp thay thế cho thanh tra viên con người".

### Handle
Handle là một robot nghiên cứu với hai chân linh hoạt trên bánh xe và hai "tay" để thao tác hoặc mang vác vật thể. Nó có thể cao 6,5 foot (2 m) di chuyển với tốc độ 9 dặm Anh trên giờ (14 km/h) và nhảy 4 foot (1,2 m) thẳng đứng. Nó sử dụng năng lượng điện để vận hành các bộ truyền động điện và thủy lực khác nhau, với phạm vi hoạt động khoảng 15 dặm (25 km) cho một lần sạc pin. Handle sử dụng nhiều nguyên lý động lực học, cân bằng và thao tác di động tương tự như các robot khác của Boston Dynamics, nhưng với chỉ khoảng 10 khớp nối được kích hoạt, nó ít phức tạp hơn đáng kể..

### Stretch
Ngày 29 tháng 3 năm 2021, Boston Dynamics đã công bố robot Stretch qua một video trên kênh YouTube của họ, được thiết kế cho mục đích tự động hóa kho hàng. Robot này có một đế di động hình vuông chứa một bộ bánh xe, một "cột cảm biến" với camera và các cảm biến khác, cùng một cánh tay robot với bảy bậc tự do và một mảng đệm hút ở đầu có thể gắp và di chuyển các hộp có trọng lượng lên đến 23kg (50 lbs).

### Pick
Pick là một robot giống như Stretch nhưng được cố định tại một vị trí cụ thể. Nó được thiết kế để mang vác hộp. Nó có thể nhận dạng hộp trong vòng chưa đầy một giây. Nó tự động loại bỏ tấm bìa cứng giữa các chồng hộp.

### Factory Safety Service Robot
Factory Safety Service Robot được ra mắt vào ngày 17 tháng 9 năm 2021. Đây là liên doanh đầu tiên với Hyundai Motor Group. Robot này dựa trên robot Spot hiện có của Boston Dynamics. Camera nhiệt tích hợp và hệ thống LiDAR 3D giúp phát hiện người ở gần, theo dõi nguy cơ hỏa hoạn và nhận biết cửa mở và đóng.

## Trong văn hóa đại chúng
- "Metalhead", một tập phim Black Mirror, có những chú chó robot sát thủ trông giống và lấy cảm hứng từ chó robot của Boston Dynamics.[59][60]
- IVào tháng 6 năm 2019, một video nhại lại đã lan truyền trên mạng xã hội, trong đó một chú robot giống Atlas bị ngược đãi, trước khi tấn công những kẻ tấn công là con người. Video này hóa ra là sản phẩm của Corridor Digital, hãng đã sử dụng hình mờ "Bosstown Dynamics" thay vì "Boston Dynamics". Video này đã đánh lừa nhiều người, khiến họ tin rằng nó là thật.[61][62]
- Trong Heroes of the Storm (2015), một trò chơi điện tử nhiều người chơi của Blizzard Entertainment, các anh hùng có thể di chuyển nhanh chóng qua chiến trường bằng cách sử dụng thú cưỡi có tên "Project: D.E.R.P.A.", ám chỉ một trong những robot bốn chân của Boston Dynamics.[63]
- Chương trình Silicon Valley của HBO đã có hai lần đề cập nổi bật đến công ty này ‒ một tập phim có sự góp mặt của một công ty robot tên là Somerville Dynamics, được đặt theo tên của Somerville, một thành phố lân cận Boston;[64] và tập đầu tiên của Phần 3 có sự góp mặt của một robot Spot của Boston Dynamics thực sự, được nhìn thấy đang băng qua đường;[65]
- Năm 2022, robot Spot được giới thiệu như một nhân vật phụ trong một tập phim truyền hình The Book of Boba Fett.[66]
- Tháng 5 năm 2025, Boston Dynamics đã tham gia thử trong Mùa 20 của America's Got Talent, biểu diễn một điệu nhảy với những chú "chó" robot.[67]